# 도시바 4S
도시바 4S는 일본 도시바가 개발중인 전기출력 10 MWe의 마이크로 원자력 발전소를 말한다. KEDO가 북한 신포에 건설하려던 OPR-1000이 1000 MWe 원전인데 비해, 1/100 규모이다. 전기출력 50 MWe 버전도 계획중이다.
기존 원자로의 1% 정도인 10MW 정도의 전력만 생산하기 때문에 작은 섬이나 마을에 적합하다. 핵연료의 반응속도를 조절하는 복잡한 제어봉 대신 반사판을 달아 원자로 크기를 중형자동차 정도로 줄였다. 지하 30m 깊이에 설치하고, 고농축 우라늄을 사용해 연료를 다시 넣지 않아도 30년 동안 쓸 수 있다. 기존 원자로는 대개 18개월마다 연료를 다시 넣어야 한다.

## 비판
그러나 전기출력 50 MWe는 핵잠수함 원자로 출력이다. 즉, 원자로 크기가 잠수함에 탑재할 정도로 소형이다. 즉, 열효율이 28%일 경우, 전기출력 50MWe는 열출력 178 MWt인데, 핵잠수함 원자로들은 보통 60 MWt에서 220 MWt 정도의 열출력을 낸다.

## 같이 보기
- HPM
- SMART-P